# Општина Херашти (Ђурђу)
Херашти (рум. Herăşti) општина је у Румунији у округу Ђурђу.
Oпштина се налази на надморској висини од 34 m.

## Становништво

### Хронологија
| Година       | 2004 | 2005 | 2006 | 2007 | 2008 | 2009 | 2010 | 2011 | 2012 | 2013 | 2014 | 2015 | 2016 | 2017 |
| ------------ | ---- | ---- | ---- | ---- | ---- | ---- | ---- | ---- | ---- | ---- | ---- | ---- | ---- | ---- |
| Становништво | 1861 | 1868 | 1878 | 1873 | 1878 | 1878 | 1911 | 1959 | 1999 | 1989 | 1986 | 1987 | 2013 | 2047 |